# あべのnini
あべのnini(abeno nini)は、大阪市阿倍野区にある阿倍野A1地区第二種市街地再開発事業A1-2棟の総称。2012年2月1日に開業した。

## 概要
高層階のコンドミニアムフロア（アートアルテール）と、中層階のホテルフロア（ホテルトラスティ大阪 阿倍野）、低層階の商業施設フロアから構成される複合商業施設。2階であべのキューズタウンや阿倍野歩道橋と、地下1階で地下鉄天王寺駅と直結している。
また、東側壁面の3階・4階部分には、前衛芸術家・草間彌生の壁面アート「あべのから未来へ」が設置されており、夜にはライトアップも行われる。
名称の「nini」は、『この場所で出会った人への「Nice to meet you.」、この場所から出発する人への「Have a nice day.」にある2つの英単語「nice」の「ni」を反復させた造語』となっている。
13F - 24F コンドミニアム
12F　電気室等
3F - 11F ホテル（3F エントランス・ロビー・レストラン（テラスカフェ・バー、鉄板焼き）、4F ファンクションルーム、5F - 11F 客室）
B2F - 4F 商業施設（銀行、4F さくらインターナショナルスクール等）
商業施設フロアには、あべのキューズタウンができる前から「近鉄西通商店会」（あべの銀座商店街）入口で大和銀行・三和銀行時代から営業していたりそな銀行と三菱UFJ銀行が、仮設店舗を経て揃って入居した。
2022年（令和4年）8月18日に、商業施設部分の一部及びホテル部分をスターアジア不動産投資法人が取得した。

## 沿革
- 2005年1月 - アイディーユー・奥村組特定建築者共同企業体が特定建築者に決定。
- 2009年1月 - A1-2棟の建設工事に着手。
- 2012年2月1日 - あべのniniが開業（各テナントは、同日以降に順次開業）[3]。
- 2012年2月14日 - 東側壁面に、前衛芸術家・草間彌生の壁面アート「あべのから未来へ」が完成し、公開された[1]。

## 交通アクセス
鉄道
- JR西日本大阪環状線・大和路線・阪和線、御堂筋線・谷町線 天王寺駅より徒歩
- 近鉄南大阪線 大阪阿部野橋駅より徒歩
- 谷町線 阿倍野駅より徒歩
- 阪堺電気軌道上町線 天王寺駅前駅より徒歩